# Polífago
Polifagia é o hábito de se ingerir uma ampla variedade de fontes alimentares. No mundo dos insetos, se refere usualmente aos que se alimentam de plantas pertencentes a diferentes famílias.